# Льюис, Тед (музыкант)
Тед Льюис (англ. Ted Lewis, настоящее имя — Теодор Леопольд Фридман Theodore Leopold Friedman, 6 июня 1890 — 25 августа 1971) — американский артист, руководитель оркестра, певец и музыкант. Его музыкальная группа до и после Второй мировой войны выступала со сценическим шоу, представлявшем собой сочетание джаза и комедии, в поздние годы с элементами ретро, пользовавшимся успехом у американской публики.
Умер от лёгочной недостаточности в августе 1971 года.

## Биография
Родился 6 июня 1890 в городе Серклвилл, штат Огайо. Отец был владельцем магазина одежды. С 16 лет Теодор начал выступать в ярмарочных цирках-шапито как кларнетист и конферансье. Вместе со старшим братом Эдуардом основал группу под названием «Ted and Ed», и отправились в гастрольный тур.
После того, как Эдуард покинул группу, Тед переехал в Нью-Йорк Тед и устроился в ресторан «El Dorado», где играл на кларнете и саксофоне и познакомился певцом Джеком Льюисом. Объедившись, они создали группу.

## Ted Lewis & His Nut Bands
Первые грамзаписи Тед Льюис сделал в Нью-Йорке в 1917 году, когда он выступал в группе под руководством Эрла Фуллера, исполнявшей новоорлеанский джаз.
Его ансамбль «Ted Lewis & His Nut Bands» — один из самых популярных «белых» джазовых оркестров 1920-х годов — подписал контракт с «Columbia Records». Песня «In a Shanty, in Old Shanty Town», которую он исполнил в фильме «The Singer» со своим оркестром, заняла первое место в радиочартах и оставалась на вершине хит-парада в течение десяти недель.
В разные годы в «Ted Lewis & His Nut Bands» выступали многие джазовые солисты — в частности, Бенни Гудман, Джек Тигарден, Джимми Дорси. Тед Льюис не только пел и играл на кларнете, но и танцевал, и разыгрывал со своими музыкантами юмористические скетчи.
В конце 20-х годов концерт «Ted Lewis and His Band» в Париже посетил Леонид Утёсов. Шоу, в котором сочетался джаз, эстрадный театр миниатюр и популярные песни, произвело на него большое впечатление. Он был поражён самим принципом театрализации музыкального представления, к которой неосознанно стремился сам. По возвращении в Ленинград, в 1929 году Утёсов создал создал свой собственный оркестр, который назвал «Теа-джазом».
В 1933 году Льюис подписал контракт с «Decca Records», но уже не был так популярен.
Льюис умер во сне в Нью-Йорке 25 августа 1971 года от болезни легких в возрасте 81 года. На памятнике вырезаны изображения его знаменитой шляпы и трости.

## Память
- В 1943 году на студии «Columbia Pictures» сняла полнометражный биографический фильм о Льюисе «Is Everybody Happy now?»
- В Огайо действует музей Теда Льюиса, в котором в выставлены его личные вещи[3].